# Sorex arizonae
Sorex arizonae е вид бозайник от семейство Земеровкови (Soricidae).

## Разпространение
Видът е разпространен в Мексико (Чиуауа) и САЩ (Аризона и Ню Мексико).